# Exoprosopa hyalodisca
Exoprosopa hyalodisca är en tvåvingeart som beskrevs av Mario Bezzi 1923. Exoprosopa hyalodisca ingår i släktet Exoprosopa och familjen svävflugor.
Artens utbredningsområde är Kenya. Inga underarter finns listade i Catalogue of Life.